# Afranthidium sakaniense
Afranthidium sakaniense là một loài Hymenoptera trong họ Megachilidae. Loài này được Cockerell mô tả khoa học năm 1936.